# ۲-هیدروکسی فنتیلامین
۲-هیدروکسی فنتیلامین (به انگلیسی: 2-Hydroxyphenethylamine) با فرمول شیمیایی C8H11NO یک ترکیب شیمیایی با شناسه پاب‌کم 12309 است. که جرم مولی آن ۱۳۷٫۱۸ گرم بر مول می‌باشد. 